# Vangelo sociale
Il Vangelo sociale fu un movimento protestante, prominente agli inizi del XX secolo negli Stati Uniti d'America e in Canada.

## Storia
Il movimento applicava l'etica cristiana alle questioni sociali, in particolare alle questioni di giustizia sociale come la disuguaglianza economica, la povertà, l'alcolismo, la criminalità, le tensioni razziali, le baraccopoli, l'incuria ambientale, il lavoro infantile, i sindacati inadeguati, le scuole povere e il pericolo di guerra. Teologicamente, il Vangelo sociale cercava di rendere operativo il Padre nostro (Matteo 6:10): "Venga il tuo regno, sia fatta la tua volontà in terra e nei cieli". Esso era tipicamente postmillenarista; cioè, credevano che la seconda venuta non poteva giungere fino a quando l'umanità non si fosse liberata dai mali sociali con lo sforzo umano. Il Vangelo sociale era più popolare tra il clero che tra i laici. I suoi capi erano prevalentemente legati all'ala liberale del movimento progressista e per la maggior parte erano teologicamente liberali, anche se alcuni erano conservatori quando si trattava di punti di vista sulle questioni sociali. Esponenti importanti furono Richard T. Ely, Josiah Strong, Washington Gladden e Walter Rauschenbusch.
Sebbene la maggior parte degli studiosi concordino sul fatto che il movimento del Vangelo sociale raggiunse il picco nei primi anni del XX secolo, vi è disaccordo su quando il movimento cominciò a declinare, poiché molti affermarono che le distruzioni e il trauma causato dalla prima guerra mondiale lasciarono molti delusi sugli ideali del Vangelo sociale, mentre altri sostennero che la guerra aveva stimolato gli sforzi di riforma sostenuti dal movimento. Le teorie sul suo declino dopo la prima guerra mondiale, spesso citano l'aumento della neo-ortodossia come fattore che contribuì al declino del movimento. Il Vangelo sociale, dopo la seconda guerra mondiale, assieme al neo tomismo, influenzò la costituzione dell'ideologia politica del cristianesimo democratico. Molte delle idee del Vangelo sociale riapparvero nel movimento per i diritti civili del 1960.
I principi del "Vangelo sociale" continuano ad ispirare i movimenti più recenti, come i cristiani contro la povertà.

## Critiche
I cristiani conservatori criticano i principi del Vangelo sociale in quanto basati preeminentemente sui concetti di giustizia sociale a discapito delle dottrine e degli insegnamenti spirituali contenuti nel Vangelo quali il peccato, la grazia, la salvezza, l'inferno, il paradiso e il giudizio universale.
Un altro aspro critico del movimento è stato il teologo neo-ortodosso Reinhold Niebuhr, che nel 1936 definì i principi del Vangelo sociale in sei proposizioni:
1. Che l'ingiustizia sia causata dall'ignoranza e che quindi si arrenderà all'educazione e ad un grado superiore di intelligenza
2. Che la civiltà stia diventando gradualmente più morale e che sia un peccato mettere in discussione tanto l'inevitabilità quanto l'efficacia della gradualità
3. Che il carattere degli individui, più che i sistemi sociali e la loro organizzazione, sia la garanzia della giustizia nella società
4. Che appellarsi all'amore, alla giustizia, alla buona volontà e alla fratellanza sia una strategia destinata a essere in definitiva più efficace. Se non lo è stato finora, divengono quindi necessari maggiori appelli all'amore, alla giustizia, alla buona volontà e alla fratellanza
5. Che la bontà risulti nella felicità, e che la maggiore consapevolezza di questo fatto abbatterà l'egoismo umano e l'avidità
6. Che le guerre siano stupide e possano essere quindi causate solamente da persone più stupide di quelle che riconoscono la stupidità della guerra